# 劉自竑
劉自竑（？—1650年)，字任先，号僧如，淮安府山阳县人，明末清初政治人物。

## 生平
崇禎六年（1633年）癸酉科應天府乡试第一百十四名舉人，崇祯七年（1634年），登甲戌科二甲第九名进士，刑部观政，本年六月授四川潼川州知州，十年拾遺革职。十三年降补浙江按察司检校，十四年升怀庆府推官，十五年升刑部广西司主事。
历官刑部郎中、真定府知府，顺治二年（1645年）升任山西井陉道副使，后再升任浙江按察使等职，后晋升湖广右布政，未赴任，乞休归，死于家中。

## 家庭
曾祖刘孺。祖刘世光，己卯举人、亚魁。父亲刘一临，万历十七年进士。子劉芳聲，顺治己丑進士。

## 著作
著有《河朔吟》等。